# Sibintang (Sosor Gadong)
Sibintang is een bestuurslaag in het regentschap Tapanuli Tengah van de provincie Noord-Sumatra, Indonesië. Sibintang telt 1749 inwoners (volkstelling 2010).